# Privat skatteindrivning
Privat skatteindrivning avser system där det inte är statsmakten som organiserar och ansvarar för indrivningen av skatter av olika slag, utan att dessa uppgifter privatiserats, det vill säga sköts av privata entreprenörer. Detta har prövats i ett flertal länder genom historien, bland annat i Sverige.

## Sverige
Under 1600-talets inledande decennier förändrades Sverige i många avseenden. Från att i huvudsak ha varit ett fattigt bondeland kom landet att genom flera krig i på kontinenten, men också i Norden och Ryssland, att bli betraktad som en europeisk stormakt. En av krigarkungarna var Gustav II Adolf, som besteg tronen 1611. Under hans regim gjordes under åren runt 1620 en dramatisk omläggning av det svenska skattesystemet genom att indrivningen lades ut på entreprenad. Privata intressenter köpte sig rätten att driva in skatt och allmogens skatter blev därmed i praktiken dessa enskilda köpmäns egendom. Systemet verkade inledningsvis fungera bra. Skatteuppbörden tycktes bli effektivare och därmed öka kronans intäkter. Detta var viktigt för kronan eftersom Sverige vid den tiden deltog i 30-åriga kriget, och därför behövde en väl rustad stående arme, vilket var kostsamt. Efter hand visade sig dock privatiseringen ha svagheter och efter omkring 15 år avskaffades det. Bakgrunden till privatiseringen var att statsförvaltningen hade haft problem med skatteindrivningen sedan slutet av 1500-talet. Fogdarna som skulle sköta detta klarade sällan av att leverera skatterna i rätt tid, ofta blev de försenade i flera år. Under 1610-talet gav statsmakten större befogenheter till ståthållarna på de kungliga slotten att kontrollera indrivningarna, men huvudansvaret för denna granskning låg fortfarande på kammaren i Stockholm. 